# Strychnos nux-blanda
Strychnos nux-blanda là một loài thực vật có hoa trong họ Mã tiền. Loài này được A.W. Hill miêu tả khoa học đầu tiên năm 1917.